# Daniel Baldwin
Daniel Leroy Baldwin (Massapequa, Nueva York, 5 de octubre de 1960) es un actor, productor y director estadounidense. Es el segundo de los cuatro hermanos Baldwin, todos los cuales son actores. Daniel Baldwin es conocido por su papel como el detective Beau Felton en la popular serie de televisión de NBC Homicide: Life on the Street. Sus películas más famosas son: The True Story of My Life (1992), Mulholland Falls (1996), Vampiros, The Pandora Project (1998), Stealing Candy (2002), Paparazzi y Grey Gardens (2009).

## Biografía
Baldwin nació en Massapequa, Nueva York, y fue criado, como el resto de sus hermanos, en una familia católica de ascendencia irlandesa, inglesa y francesa. Daniel fue un destacado jugador en fútbol americano y baloncesto en la secundaria y se graduó en 1979 de la Escuela Alfred G. Berner High School en Massapequa.

### Vida personal
En 1984, Baldwin tuvo una hija, Kahlea, con su primera mujer, Cheryl. En 1990, se casó con la actriz Elizabeth Baldwin y tuvieron una hija, Alexandra, en 1994, antes de divorciarse en 1996. Baldwin mantuvo una relación adúltera con su coestrella de Homicide: Life on the Street, la actriz Isabella Hofmann. Tienen un hijo, Atticus, nacido en julio de 1996. Baldwin estuvo casado con Joanne Smith, con la que tiene dos hijas, Avis Ann, nacida en 2008 y Finley Rae Martineau, nacida en 2009. En noviembre de 2014, Baldwin anunció su compromiso con Robin Sue Hertz Hempel.

### Controversias
En 1998, Daniel Baldwin fue encontrado corriendo desnudo por los pasillos del Plaza Hotel de Nueva York, mientras iba gritando su apellido. Por tal motivo y tras ser investigado, fue por primera vez arrestado por posesión de cocaína. Tras haber sido detenido, se declaró culpable por conducta desordenada y fue sentenciado a tres meses en rehabilitación de drogas. Tiempo más tarde, confesó a la "revista People" que efectivamente, había estado luchando contra una adicción a la cocaína desde 1989.
El 22 de abril de 2006, Baldwin fue por segunda vez arrestado, siendo en esta ocasión por posesión de una parafernalia de drogas, en un hotel de Santa Mónica, California. Fue nuevamente arrestado el 19 de julio de 2006, pero en este caso debido a un incidente de tránsito. Según la policía, Baldwin pasó un semáforo en rojo mientras circulaba por West Los Angeles justo antes de la 1 p. m.. Tras ello, estrelló su Ford Thunderbird alquilado contra otros dos coches aparcados, mientras circulaba a 80 mph (130 km/h), en una zona de 35 mph (56 km/h) de velocidad máxima permitida. Jason Lee, portavoz de la policía de Los Ángeles, declaró que "El Thunderbird empujó uno de los vehículos alrededor de 20 pies (6,1 m), siendo esto el equivalente a un Hummer". Al mismo tiempo, la policía expuso que Baldwin conducía con una licencia suspendida en el momento del accidente. Fue transferido al UCLA Medical Center con lesiones en la espalda y el cuello, pero no parecía estar gravemente herido.

## Reality show
En 2005, apareció en el programa de VH1 Celebrity Fit Club, un reality show en el que las celebridades con sobrepeso compiten para ver quién puede bajar la mayor cantidad de libras. En 2007, Baldwin apareció en Celebrity Rehab with Dr. Drew, otro reality de VH1 para tratar las adicciones a la droga; después de cuatro episodios, salió del show.

## Filmografía
- Nacido el 4 de julio (1989)
- Héroes de la tormenta del desierto (1991)
- Dos duros sobre ruedas (1991)
- El gran lío (1991)
- Jaque al asesino (1992)
- El ataque de la mujer de 50 pies (1993)
- Coche 54, ¿dónde estás? (1994)
- The shadow (1994)
- Muerte a la vista (1994)
- Sospechas razonables (1995)
- Falsa evidencia (1996)
- Trees Lounge (1996)
- Objetivo X (1996)
- Phoenix (1997)
- Un regalo muy especial (1997)
- El invasor (1997)
- Vuelo 335 (1998)
- Vampiros, de John Carpenter (1998)
- En el límite (1998)
- Proyecto Pandora (1998)
- Terrorismo nuclear (1998)
- Trueno del desierto (1998)
- Aguas mortales (1999)
- Venganza invisible (1999)
- Prueba de valor (1999)
- Amenaza en el bosque (1999)
- Trampa mortal (2000)
- Túnel (2000)
- Doble traición (2000)
- Cerco familiar (2000)
- Fall (2001)
- Testigo al desnudo (2001)
- Bare Witness (2002)
- Dynamite (2002)
- Stealing Candy (2002)
- Vegas Vampires (2003)
- Water's Edge (2003)
- King of the Ants (2003)
- Open House (2003) (TV)
- Anonymous Rex (2004) (TV)
- Paparazzi (2004)
- Irish Eyes (también conocida como Vendetta: No Conscience, No Mercy) (2004)
- The Real Deal (2004)
- Our Fathers (2005) (TV)
- Boardwalk Poets (2005)
- Sidekick (2005)
- I'll Be There with You (2006)
- Final Move (2006)
- The Beach Party at the Threshold of Hell (2006)
- The Blue Rose (2007)
- Los Soprano (2 episodios, 2007)
- The Devil's Dominoes (2007)
- Moola (2007)
- The Closer (1 episodio, 2008)
- Little Red Devil (2008)
- A Darker Reality (2008)
- Born of Earth (2008)
- The Truth Is Always Complicated (2009)
- Ashley's Ashes (2009)
- The Adventures of Belvis Bash (2009)
- Cold Case (3 episodios, 2009)
- Grey Gardens  (2009)
- Shadowheart (2009)
- Grimm (1 episodio 2011)
- Return to Vengeance (2012)
- A Little Christmas Business (2013)
- Bound (2015)